# TBC Sports Paradise
TBC Sports Paradise（ティービーシー・スポーツパラダイス）は、東北放送ラジオのスポーツ情報番組である。プロ野球シーズン中は、プロ野球中継「TBCイーグルスナイター」の試合終了後のクッション番組として、2005年4月から2008年9月まで放送していた。
2005年4月から放送開始。プロ野球シーズン中の年度上半期（4-9月）はこの年に新設された地元プロ野球チーム東北楽天ゴールデンイーグルスの試合情報を中心軸に据え、Jリーグベガルタ仙台（放送当時はJ2所属）やbjリーグ仙台89ERSをはじめとする宮城県内のスポーツの話題を日替わりで取り上げた。

## 放送時間
- プロ野球ナイターシーズン（4月から9月）：火-金曜日の21時-23時。

野球が延長した場合は時間短縮・若しくは休止となる場合あり。
- プロ野球ナイターシーズンオフ（10月から翌年3月）：火-金曜日の21時-22時。

※番組開始から2007年3月までは月曜日も放送されていた。

## パーソナリティ
2008年4月1日から2008年9月26日
火曜日 村林いづみ
水曜日 小山羊右
木曜日 ワッキー貝山
金曜日 片岡晴子
2007年度（2007年4月3日から）
火曜日・水曜日 小山羊右
木曜日 ワッキー貝山
金曜日 片岡晴子
2006年度（2006年3月27日から）
月曜日 古田優児、村林いづみ(10月～)
火曜日 奥川陽子
水曜日 小山羊右
木曜日 川野目亭南天（かわのめえりこ改め）
金曜日 片岡晴子
2005年度
月曜日 片岡晴子
火曜日 小山羊右
水曜日 高橋賢市
木曜日 かわのめえりこ
金曜日 菅原克彦

## スポーツ井戸端会議
楽天イーグルスに関する話題を日替わりのレギュラーゲストを交えて紹介する。
火曜日
水曜日 磯部亨（スポーツニッポン・野球部デスク担当部長）
木曜日 三遊亭全楽（落語家）
金曜日 岩越亮（楽天イーグルス広報）

## その他日替わり特集コーナー
火曜日
水曜日 仙台GIRL'S プロレスリング（県内密着型女子プロレス団体の話題）
木曜日 ファーム情報（2軍で活躍する選手のインタビューやチーム情報）
金曜日

1. Watch Out 89ers（バスケットbjリーグ 89ers のコーナー）
2. 週刊蹴球通信（ベガルタ仙台のサンタナ監督、選手のインタビュー）

## スポパラToday's Flash
この番組の1コーナーだった「Today's Flash」がプロ野球シーズンオフのみ独立した番組となる。
放送時間は、火曜から金曜の18:00～18:25までの25分間である。（2005年度は月曜から金曜の18:10～18:30までの20分間だった。）
内容はその日の宮城県内のスポーツの情報や結果を伝えるものである。
パーソナリティはシーズン中に楽天戦の実況やリポートをしていたアナウンサーが日替わりで担当する。2006年度は担当曜日がほぼ固定されたが、2007年度はスポーツ担当アナウンサーのシフト制（佐藤修、三橋泰介、松尾武 、守屋周、安東理紗）となった。